# Platygonus compressus
Platygonus compressus és una espècie extinta de mamífer artiodàctil de la família dels pècaris (Tayassuidae) que visqué a Nord-amèrica des del Pliocè superior fins al Plistocè superior, fa entre 12.000 i 3,6 milions d'anys. Se n'han trobat restes fòssils als Estats Units i Mèxic. Era un animal brostejador i pasturador, més o menys de la mateixa mida que un senglar. El seu hàbitat natural eren els boscos de diferents tipus. Era un animal gregari que vivia en grups de fins a un centenar d'individus.